# Hugo Blümner
Hugo Johann Friedrich Daniel Wilhelm Ferdinand Blümner (* 9. August 1844 in Berlin; † 1. Januar 1919 in Zürich) war ein deutscher Klassischer Archäologe und Altphilologe.

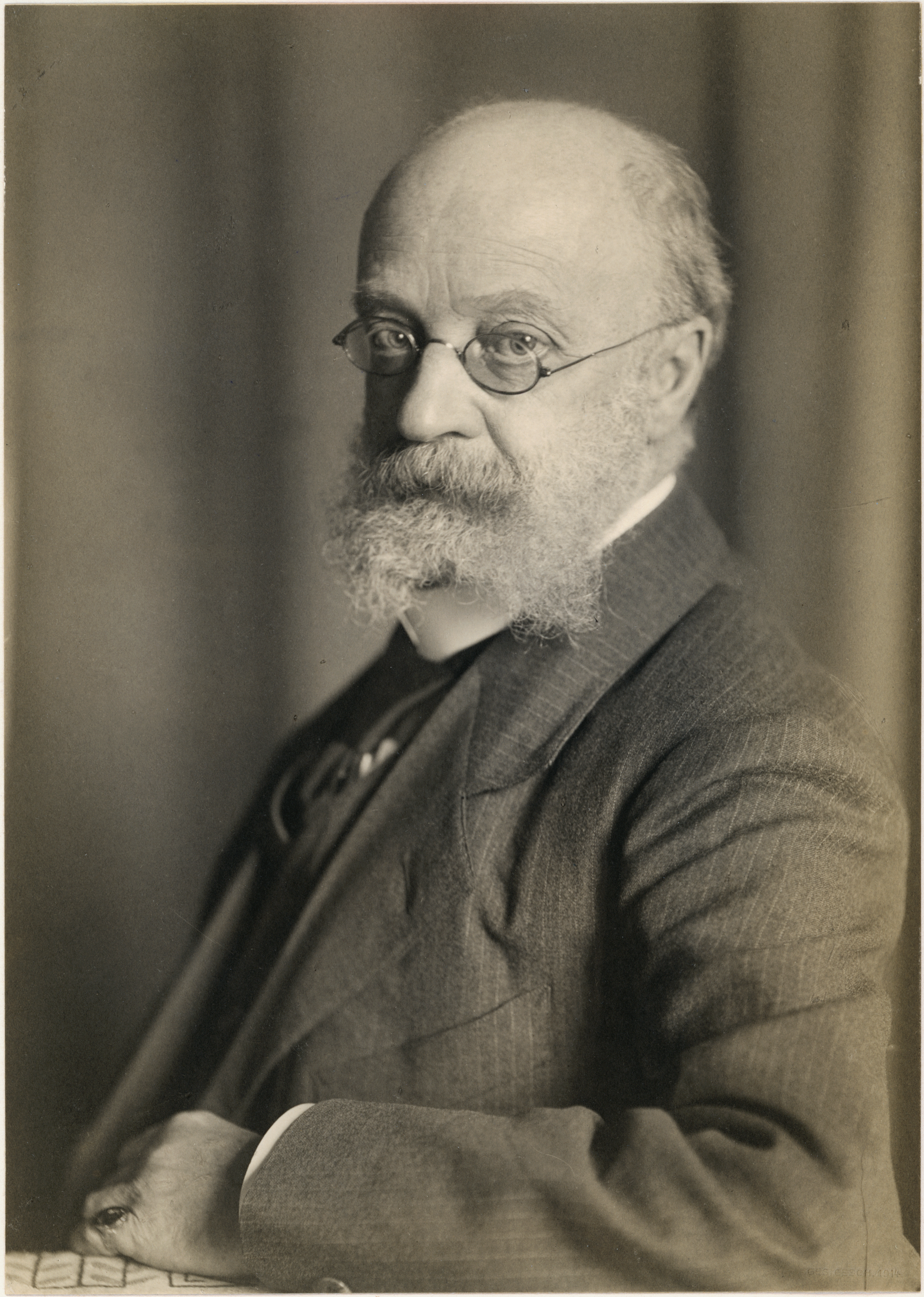
Hugo Blümner, 1914

## Leben
Hugo Blümner wuchs in Breslau auf, wo er das Friedrichs-Gymnasium besuchte. Er studierte seit 1862 in Breslau, seit 1864 in Berlin, im Sommersemester 1865 in Bonn bei Otto Jahn. 1866 wurde er in Berlin bei Eduard Gerhard und August Boeckh mit einer Dissertation über Lukian promoviert. 1870 habilitiere er sich an der Universität Breslau für Klassische Philologie und Archäologie und lehrte dort als Privatdozent. 1875 wurde er Extraordinarius für Klassische Archäologie an der Universität Königsberg. 1877 ging Blümner an die Universität Zürich, wo er bis zu seinem Tod 1919 Professor für Archäologie und Klassische Philologie war. 1888/89 amtierte er als Rektor.
Blümner widmete sich vor allem den Realien der Klassischen Antike, seine Technologie und Terminologie der Gewerbe und Künste bei Griechen und Römern gehört zu den Standardwerken antiker Technikgeschichte. Als Philologe gab er zusammen mit Hermann Hitzig von 1896 bis 1910 eine Pausanias-Ausgabe heraus und verfasste textkritische Studien zu griechischen (Plutarch, Lukian von Samosata) und lateinischen (Petronius, Apuleius) Autoren. Außerdem beschäftigte er sich mit der Metapher in der Antike und der Sprache Bismarcks. Im Jahr 1917 verfasste Blümner das Drama Krieg und Frieden, in dem Motive aus Aristophanes’ Werken Die Acharner und Der Frieden verschmolzen sind.
Hugo Blümner war seit 1889 ordentliches Mitglied des Deutschen Archäologischen Instituts und seit 1916 korrespondierendes Mitglied der Bayerischen Akademie der Wissenschaften. Er gehörte 1894 zu den Gründern der Gesellschaft für deutsche Sprache in Zürich und ist der Vater des Schauspielers Rudolf Blümner.

## Schriften
- De locis Luciani ad artem spectantibus; particula prima. Berlin 1866 (Dissertation)
- Archaeologische Studien zu Lucian. Maelzer, Breslau 1867 (Basiert auf der lateinischen Dissertation von 1866)
- Die gewerbliche Thätigkeit der Völker des klassischen Alterthums. Hirzel, Leipzig 1869. (Preisschriften der Fürstlichen Jablonowskischen Gesellschaft zu Leipzig, Nr. 15) (Digitalisat)
- De Vulcani in veteribus artium monumentis figura. Breslau 1870 (Habilitationsschrift)
- Technologie und Terminologie der Gewerbe und Künste bei Griechen und Römern. 4 Bände. Teubner, Leipzig 1875–1887 (1. Band in 2. Auflage 1912). Nachdruck Olms, Hildesheim 2004, ISBN 3-487-02384-9.
- Leben und Sitten der Griechen. Abt. 1-3, Freytag und Tempsky, Leipzig und Prag 1887. (Das Wissen der Gegenwart, Band 60, 62, 63) (Digitalisat)
- Studien zur Geschichte der Metapher im Griechischen, Heft 1. Über Gleichnis und Metapher in der attischen Komödie. Teubner, Leipzig 1891. (Kein weiterer Band erschienen. Nachdruck: Scientia, Aalen 1974, ISBN 3-511-09005-9.)
- Der bildliche Ausdruck in den Reden des Fürsten Bismarck. Hirzel, Leipzig 1891.
- Zum schweizerischen Schriftdeutsch. Glossen eines Laien zu Wustmanns Schrift „Allerhand Sprachdummheiten“. Albert Müller, Zürich 1892.
- Die römischen Privataltertümer. C.H. Beck, München 1911 (Handbuch der Altertumswissenschaft IV, 2, 2)